# Elpénor (Roussel)
Pour les articles homonymes, voir Elpénor (homonymie).
Elpénor, ou la Flûte de Circé (op. 59) est une œuvre pour flûte et quatuor à cordes composée par Albert Roussel en 1937.

## Histoire
Cette pièce est conçue comme musique radiophonique sur un texte de l'écrivain belge Joseph Weterings (en). Ils avaient déjà travaillé ensemble pour le ballet Aeneas (1935) et pour l'opéra inachevé Le Téméraire, sur Charles le téméraire, duc de Bourgogne. Roussel devait mourir peu après avoir terminé cette œuvre. Il avait eu le temps de compléter quatre mouvements pour flûte traversière et quatuor à cordes. Joseph Weterings avait écrit un texte inspiré de l'histoire d'Elpénor, un des compagnons d'Ulysse au retour de Troie. Ce compagnon meurt par accident sur l'île de Circé. Ce texte comportait un dialogue entre Elpénor, Politès, Ctimène (fille d'Anticlée), Bardane et Maera.
Elpénor est joué pour la première fois en 1947 pour la radio.

## Mouvements
- I. Prélude Lent - Très animé
- II. Modéré
- III. Lent
- IV. Très animé